# Liste der Bildstöcke und Wegkreuze in Kirchhausen
Die Bildstöcke und Wegkreuze in Kirchhausen, einem Stadtteil von Heilbronn im nördlichen Baden-Württemberg, stammen aus dem 18. bis frühen 20. Jahrhundert und befinden sich im und um den Ort. Aufgezählt werden auch Heiligenfiguren, sofern sie den Charakter von Bildstöcken haben, d. h. auf eigenen Sockeln im Gelände und nicht in Fassadennischen an Gebäuden aufgestellt sind.

## Bildstöcke und Wegkreuze

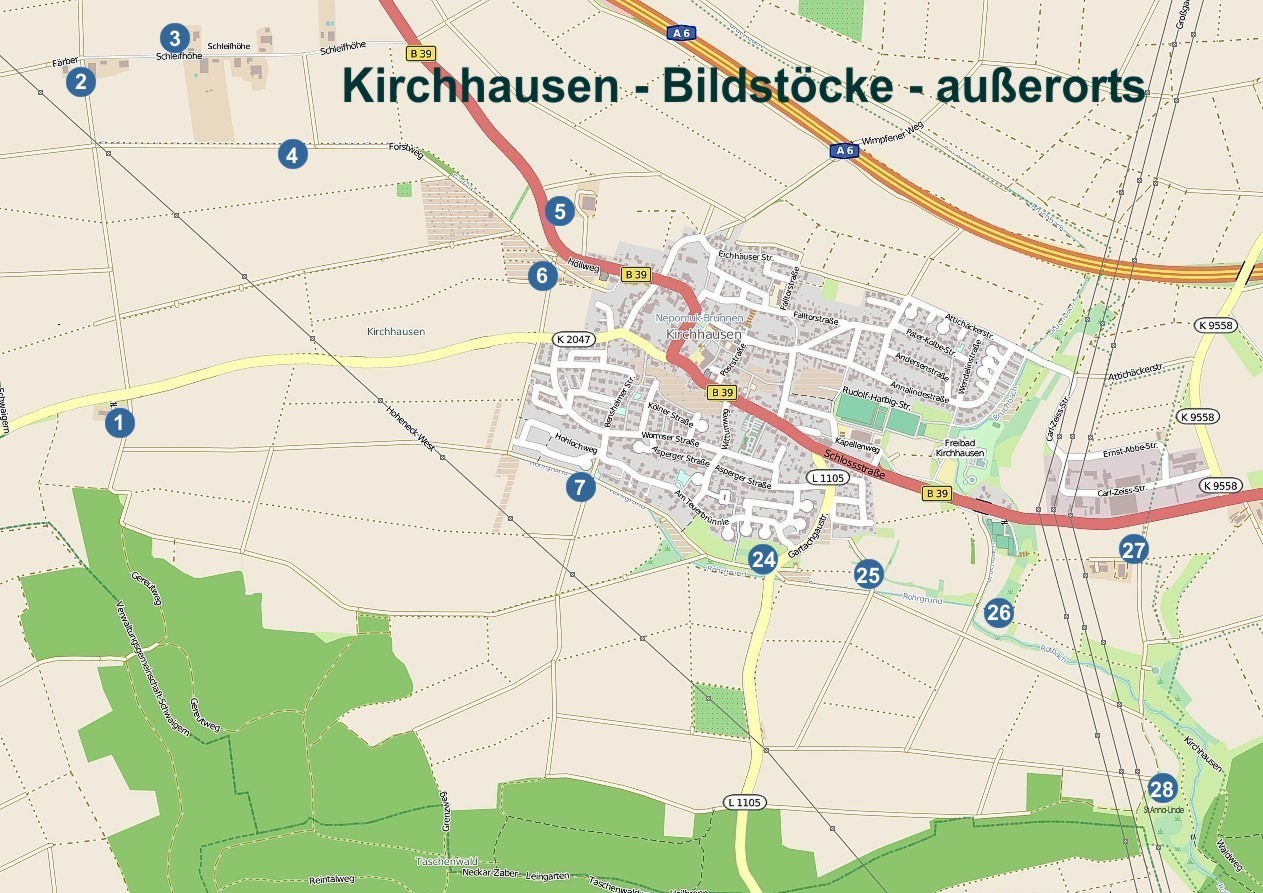
Lageplan der Wegkreuze im Außenbereich von Kirchhausen
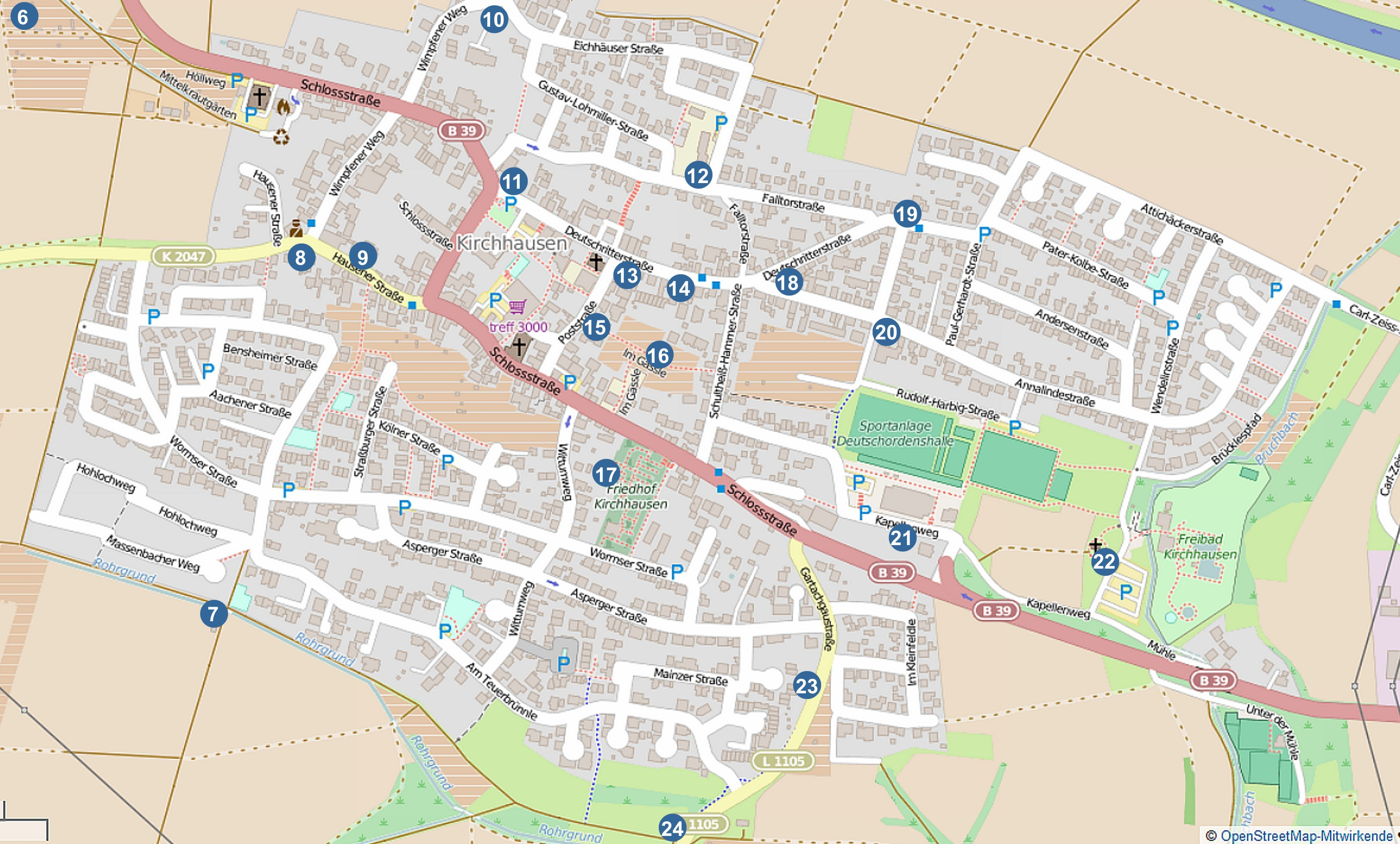
Lageplan der Wegkreuze im Ortskern von Kirchhausen

## Allgemeines
In dem einst deutschordischen und daher während der Reformation katholisch gebliebenen Ort Kirchhausen haben sich zahlreiche religiöse Kleindenkmale erhalten. Besondere regionale Bedeutung hat die Nr. 28, das Annakreuz, das der Legende nach an eine abgegangene Kapelle nahe dem Ort erinnern soll, sowie der Bildstock Nr. 22a mit der Darstellung des Blutwunders von Walldürn an der Dreifaltigkeitskapelle. In der Denkmaltopographie von 2007 werden einige der nachfolgend genannten Objekte als Einzeldenkmale aufgeführt oder wie im Fall der Bildstöcke bei der Dreifaltigkeitskapelle als Teil eines anderweitig denkmalgeschützten Gebäudes erwähnt. Weitere nicht in der Liste von 2007 eingeflossene religiöse Kleindenkmale und Kreuze sind hier nun zusammengestellt, wie z. B. auf dem Kirchhausener Friedhof die Nr. 17 (Friedhofskreuz und steinernes Epitaph). Die Albanskirche verfügt schließlich über mehrere historische Skulpturen, darunter eine Pietà aus dem 15. Jahrhundert.
| Standort                                                                        | Datierung                 | Beschreibung | Bild                                                  | Detail                                                      |
| ------------------------------------------------------------------------------- | ------------------------- | --- | ----------------------------------------------------- | ----------------------------------------------------------- |
| Nr. 1 Am Wasserreservoir                                                        | ca. 1985                  | 5 Meter hohes Holzkreuz mit Dach. Richtung Massenbachhausen, beim Wasserreservoir, Gewann Hausener Jöchle. Errichtet 1985 durch die Kirchengemeinde, erneuert 1997 durch die Heilbronner Versorgungsgesellschaft GmbH (HVG, Gas/Wasser). Bild rechts: Blick vom Kreuz nach Osten auf Kirchhausen (1 km) und Heilbronn (12 km). Im Hintergrund die Löwensteiner Berge.                                        | 5 Meter hohes Holzkreuz auf dem Wasserreservoir       | Ortsansicht von Kirchhausen                                 |
| Nr. 2 Kreuz Gewann Färber                                                       | 1915                      | Kreuz aus Stahl auf Sandsteinsockel. Inschrift: Errichtet zu Ehren d. gekreuzigten Heilandes im Kriegs-Jahr 1915 von Valentin Wörsching. | 2KreuzFaerberReservoir                                | Wegkreuz im Gewann Färber bei Schnee                        |
| Nr. 3 Kreuz an der Josefskapelle, Schleifhöfe                                   | ?                         | Das Kreuz wurde neben der privaten Josefskapelle der Schleifhöfe aufgestellt. Inschrift auf Messingplatte am Sockel: Gestiftet 1991, Fam. Engler-Goldfuss. | Wegkreuz neben der Privatkapelle bei den Schleifhöfen | Wegkreuzdetail neben der Privatkapelle bei den Schleifhöfen |
| Nr. 4 Kreuz am Forstweg                                                         | 1921                      | Stein-Kreuz mit Metallkorpus des Gekreuzigten, versteckt innerhalb einer Strauchinsel. Inschrift: Im Kreuz ist Heil. Dieses Kreuz hat zu Ehren Jesu gestiftet Johañes Schraudolf, 1921 | Privat errichtetes Wegkreuz am Forstweg               | Privat errichtetes Wegkreuz am Forstweg, Detail             |
| Nr. 5 Westliches Ende der Schlossstraße, Ortsausgang Richtung Fürfeld           | ?                         | Holzkreuz zwischen Birkenensemble. 3 der ursprünglich 4 Birken wurden 2015 aus Sicherheitsgründen gefällt. | Wegkreuz an der Fürfelder Straße                      | Wegkreuz an der Fürfelder Straße, Detail                    |
| Nr. 6 Kreuz an der Kleingartenanlage, Höllweg                                   | 1885                      | Gusseisernes Kreuz auf (erneuertem) Sandsteinsockel. Mit Gold-Korpus Christi. Stiftungs-Inschrift: Dieses Bildnis hat zu Ehren unseres gekreuzigten Heilandes die Gemeinde im Jahre 1885 errichten lassen. | Wegkreuz bei der Kleingartenanlage                    | Wegkreuz bei der Kleingartenanlage im Schnee                |
| Nr. 7 Kreuz am Gewann Saurain                                                   | ?                         | Einfaches Holzkreuz mit Dach und Gekreuzigtem zwischen zwei Birken am Gewann Saurain, neben Kinderspielplatz und früherem Schlittenbuckel. | Wegkreuz am Saurain im Schnee                         | Wegkreuz im Gewann Saurain                                  |
| Nr. 8 Kreuz Hausener Straße                                                     | ?                         | Modernes Sandsteinkreuz, Hausener Straße/Einmündung Wimpfener Weg. Inschrift: Friede sei mit Euch | Wegkreuz Hausener Straße                              | Wegkreuz Hausener Straße Fronleichnam                       |
| Nr. 9 Madonna an Hausecke, Hausenerstraße 10                                    | 18. Jh. (Mitte)           | Haus Nr. 10 an der Hausener Straße. Mariensäule, farbig gefasste Maria Immaculata auf Steinsockel. Inschrift in Kartusche: SMaria. Maria steht auf der Weltkugel und der Mondsichel und zertritt dabei die Schlange. In der Hand hält sie als Symbol der Reinheit eine weiße Lilie | Madonna an einem Hauseck Hausener Straße              | Madonna an einem Hauseck Hausener Straße                    |
| Nr. 10 Kreuz Ecke Eichhäuserstraße/Wimpfener Weg                                | 1799                      | Sandsteinkreuz. Inschrift: Schau an O Sünder mein, kann mein Lieb noch gröser sein, auf das du Lebst Sterb ich, kann ich dann Höher Lieben dich. 1799 | Wegkreuz Ecke Wimpfener Weg/Eichhäuser Straße         | Inschrift Wegkreuz Ecke Wimpfener Weg/Eichhäuser Straße     |
| Nr. 11 Deutschritterstrasse 1                                                   | 1788                      | Wegkreuz mit reich verziertem Sockel, Podest erneuert. Neben Nepomuk-Brunnen. | 11Deutschritterstrasse1                               | 11Deutschritterstrasse1Fronleichnam                         |
| Nr. 12 Madonna bei der Grundschule                                              | Jugendstil oder 1920/1930 | Sandsteinfigur Madonna mit Heiligenschein und Rose. Versinnbildlichung des Liedes Es ist ein Ros’ entsprungen. | 12MadonnaGrundschule                                  | 12MadonnaGrundschuleDetail                                  |
| Nr. 13 Sandsteinkreuz Poststraße                                                | 1930                      | Sandsteinkreuz mit Doppel-Sockel und Engelskopf. Inschrift: Durch deinen Schmerz & deinen Tod hilf Jesus mir aus aller Not. 1930 | 13Poststrasse                                         | 13PoststrasseDetail                                         |
| Nr. 14 Madonna Amtmannshaus                                                     | 1749                      | Madonnenfigur am Amtmannhaus, auf Mond und Erdkugel. Inschrift im darunter liegenden Herzmedaillon: BERNHARDSCHMIDT VNDMARIACLEFA SCHMITIN, 1749 | 14MadonnaAmtmannshaus                                 | 14MadonnaAmtmannshausDetail                                 |
| Nr. 15 Nepomuk Poststraße/Ecke Im Gässle                                        | 1758                      | Nepomukstatue. Sandsteinfigur auf hohem (erneuerten) Sockel. Typische Darstellung als kurzbärtiger Kanoniker mit Birett. Mit Inschriftentafel. Einst im Deutschordensschloss Kirchhausen, seit 2000 am heutigen Standort |                                                       |                                                             |
| Nr. 16 Madonna, Im Gässle                                                       | 19. Jh. (letztes Viertel) | Gekrönte Marienfigur mit Schwert auf Steinsockel in bewegter Haltung, auf hohem polygonalem Sockel mit Schaftring, geflügelten Engelsköpfen und Deckplatte als Andeutung eines Kapitels. | 16GaessleMadonna                                      | 16MadonnaImGaessleSchnee                                    |
| Nr. 17a/17b Kreuz im Friedhof / Steinernes Epitaph an westlicher Friedhofsmauer | spätes19. Jh. /?          | Steinernes Kreuz mit neugotischem Blendmaßwerk. Inschrift im Sockel: Wer an mich glaubt wird leben, weň er auch gestorben ist. Ioh. 11.25. Inschrift Sockelfuß: Gef. von W. Zartmann, Neckarsulm / Klassizistisches Epitaph. Darstellung eines knienden Geistlichen. Das Kreuz auf der Heiligen Schrift mit aufgelegter Stola stehend.                                                                       |                                                       |                                                             |
| Nr. 18 Sandsteinkreuz Annalindestrasse                                          | 18. Jh.                   | Ecke Annalinde-/Deutschritterstraße. Reich dekorierter, erneuerter Sockel mit Engelskopfdarstellung und Muschelornamentik. Das Kreuz mit kleeblattförmigen Enden. |                                                       |                                                             |
| Nr. 19 Sandstein-Stele, Einmündung Rudolf-Harbig-Straße/Deutschritterstraße     | 1749                      | Obeliskartige Vierkant-Stele. Gehäuseartiger Bildstockaufsatz mit Reliefdarstellungen von hl. Familie, Gottvater und Heiligem Geist (Taube) im Wolkenthron. Seitlich Bandelwerk, auf hohem Stock (Kopie), zeigt auch das Kreuz des Deutschordens. Inschrift: WER JESVM VND MARIAM EHRT JOSEPH ZVGLEICH IM LEBEN DEM IST EIN GVT= =ER TODT BESCHERT DEN GOTT DAFѶR WIRD GEBEN.                                |                                                       |                                                             |
| Nr. 20 Sandsteinkreuz Ecke Annalinde-/Harbigstraße                              | 1804                      | Spätbarockes Sandstein-Wegkreuz auf Sockel mit Inschriftentafel, zu Füßen des Gekreuzigten kniet Maria. Inschrift: O Ihr alle die ihr auf dem Weg verÿber geht, merket und sehet ob ein schmertz Gleich sün mein Schmertz, THRe Cap 1. V 12. 1804. |                                                       |                                                             |
| Nr. 21 Madonnen-Nische, Mühlweg, gegenüber Deutschordenshalle                   | ?                         | Kleine private Nischen-Kapelle mit moderner Bronze-Madonna mit Jesuskind |                                                       |                                                             |
| Nr. 22a/22b Kapellenweg 51 (Dreifaltigkeitskapelle)                             | 18. Jh.                   | Bildstock an der Eingangstür zur Kapelle, links: Jesus am Ölberg mit schlafenden Jüngern, neogotische Form. Inschrift: Wachet u. betet damit ihr nicht in Versuchung fallet Matth. 26, V.41. Bildstock an der Eingangstür zur Kapelle, rechts: Heilig-Blut-Bildstock mit Darstellung des Walldürner Blutwunders der Walldürner Legende: der umgestoßene Kelch mit dem Gekreuzigten und elf Häuptern Christi. | 22bKapelle                                            | 22aKapelle                                                  |
| Nr. 23 Gartachgaustraße                                                         | 1912                      | Gusseisernes Wegkreuz auf hohem Steinsockel. Umfangreiches, ikonografisches Programm: am Kreuzfuß vorne Relief mit Kelchdarstellung, darüber Madonna mit Kind auf der Rückseite Mariendarstellung (Detail). In den Kreuzarmen geflügelte Engelsköpfe. Üppiges florales Dekor (Ranken. Weinlaub). Inschrift: Im Kreuz ist Heil. Gestiftet von Georg Jos. Pfau, 1912                                           | 23Gartachgaustrasse                                   | 23KirchhausenGartachgaustrasseDetail                        |
| Nr. 24 Gartachgaustraße, Einmündung Saurainweg                                  | 1949                      | Holzstele mit Rundbogendach und Gekreuzigtem. Inschrift: Gestiftet von Paul Neidhart und dessen Ehefrau Sophie geb. Muth 1949 | 24Gartachgaustrasse                                   | 24GartachgaustrasseDetail                                   |
| Nr. 25 Madonna am Schulbrunnen/Großgartacher Weg                                | 1886                      | Steinerner Bildstock mit Madonnenfigur mit Kind (Im Glasgehäuse), auf hohem prismenförmigem Sockel, kanten oben mit geflügelten Engelsköpfen. Sockelfront mit Kreuzrelief und Inschrift: Wañ wir mit der Todesangst ringen, Wollst Maria uns beispringen, Daß wir alle selig scheiden zu des Hiḿels ewigen Freuden. Gestiftet von Juliana Schraudolf. Gefertigt bei Franz Dietz und Schmitt aus Kirchardt    | 25MadonnaSchulbrunnen                                 | 25MadonnaSchulbrunnenDetail                                 |
| Nr. 26 Holzkreuz am Rotbach, Nähe Tennisplätze                                  | 1948                      | Holzkreuz mit Dach zwischen einer Baumgruppe. Erneuert 2014. „Segne Dorf und Flur, 1948“ | 26AmRotbach                                           | 26AmRotbachDetail                                           |
| Nr. 27 Mühlberg, Parkplatz an der B39 zur Annalinde                             | ?                         | Holzkreuz mit Dach | 27Muehlberg                                           | 27MuehlbergDetail                                           |
| Nr. 28 Bildstock an der Annalinde, neben der St. Anna-Kapelle                   | 1787                      | Annakreuz bei der Annalinde, barocker steinerner Bildstock mit Relief der hl. Anna sowie Maria als Kind vor einer brennenden Kapelle, darüber Kleeblattform mit Kreuzrelief, barocke Formen. Rechts: Historischer Zustand. 2014 Komplett erneuert. | 28BildstockAnnalinde                                  |                                                             |